# NXT TakeOver: Vengeance Day
NXT TakeOver: Vengeance Day was een professioneel worstel-pay-per-view (PPV) en WWE Network evenement dat georganiseerd werd door WWE voor hun NXT brand. Het was de 33ste editie van NXT TakeOver en vond plaats 14 februari 2021 in het WWE Performance Center, gehost en uitgezonden vanuit het Capitol Wrestling Center (CWC).

## Matches
| Nr. | Match                                                                               | Winnaar(s)                   | Opmerkingen | Bron  |
| --- | ----------------------------------------------------------------------------------- | ---------------------------- | --- | ----- |
| 1   | Dakota Kai & Raquel González vs. Ember Moon & Shotzi Blackheart                     | Dakota Kai & Raquel González | Women's Dusty Rhodes Tag Team Classic finale. Winnaars krijgen een toekomende WWE Women's Tag Team Championship match. | [ 2 ] |
| 2   | Johnny Gargano (c) vs. Kushida                                                      | Johnny Gargano               | Een-op-een match voor het NXT North American Championship.                                                             | [ 2 ] |
| 3   | MSK (Nash Carter & Wes Lee) vs. Grizzled Young Veterans (James Drake & Zack Gibson) | MSK                          | Men's Dusty Rhodes Tag Team Classic finale. Winnaar krijgt een toekomende NXT Tag Team Championship match.             | [ 2 ] |
| 4   | Io Shirai (c) vs. Mercedes Martinez vs. Toni Storm                                  | Io Shirai                    | Triple Threat match voor het NXT Women's Championship.                                                                 | [ 2 ] |
| 5   | Finn Bálor (c) vs. Pete Dunne                                                       | Finn Bálor                   | Een-op-een match voor het NXT Championship.                                                                            | [ 2 ] |